# Contea di Nola

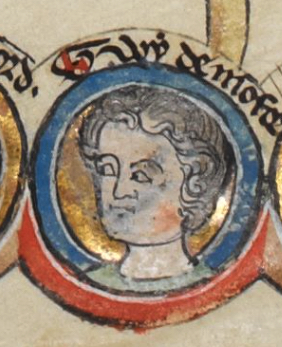
Guido di Montfort, primo conte di Nola.

La contea di Nola fu un antico stato del Regno di Sicilia.

## Storia
La contea fu concessa dal re Carlo I d'Angiò nel 1269 a Guido di Montfort, conte di Montfort. Nel 1293 venne acquisita dalla famiglia Orsini, a seguito del matrimonio della figlia di Guido, Anastasia, con Romano Orsini. Con il tramonto degli Orsini e a seguito dell'ascesa al trono di Carlo V, la contea di Nola fu assoggettata al dominio spagnolo (1533).

## Conti di Nola
| N° | Titolo                     | Nome                      | Dal  | Al   | Consorte                                |
| 1  | Conte                      | Guido di Montfort         | 1269 | 1291 | Margherita Aldobrandeschi               |
| 2  | Contessa                   | Anastasia di Montfort     | 1291 | 1293 | Romano Orsini                           |
| 3  | Conte                      | Romano Orsini             | 1293 | 1327 | Anastasia di Montfort                   |
| 4  | Conte                      | Roberto Orsini            | 1327 | 1345 | Sveva Del Balzo                         |
| 5  | Conte                      | Nicolò Orsini             | 1345 | 1399 | Gorizia Sabrano, Maria Del Balzo        |
| 6  | Conte                      | Pirro Orsini              | 1399 | 1412 | N.N.                                    |
| 7  | Conte                      | Raimondo Orsini           | 1415 | 1459 | Isabella Caracciolo, Eleonora d'Aragona |
| 8  | Conte                      | Felice Orsini             | 1459 | 1462 |                                         |
| 9  | Conte                      | Orso Orsini               | 1462 | 1479 | Elisabetta dell'Anguillara              |
| 10 | Conti                      | Raimondo e Roberto Orsini | 1480 | 1485 |                                         |
| 11 | Conte                      | Niccolò Orsini            | 1485 | 1510 | Elena Conti, Guglielmina                |
| 12 | Conte                      | Aldobrandino Orsini       | 1510 | 1527 | N.N.                                    |
| 13 | Conte (primo duca di Nola) | Arrigo Orsini             | 1527 | 1528 | Maria Sanseverino                       |